# Girma Yifrashewa
Girma Yifrashewa (* 15. Oktober 1967 in Addis Abeba) ist ein äthiopischer Pianist und Komponist.
Yifrashewa spielte in seiner Kindheit die Kirar, ein traditionelles äthiopisches Saiteninstrument. Sechzehnjährig trat er in die Yared-Musikschule ein, wo er seinen ersten Klavierunterricht hatte. Nach vier Jahren schloss er die Ausbildung mit einem Diplom ab und studierte dann am Staatlichen Konservatorium in Sofia bei Atanas Kourtev. In dieser Zeit hatte er seine ersten Auftritte als Klaviersolist.
Der Zusammenbruch der Sowjetunion und ihrer Satellitenstaaten unterbrach zunächst seine Ausbildung, später besuchte er Kurse an der Royal Academy of Music in London (1997) und der Hochschule für Musik und Theater „Felix Mendelssohn Bartholdy“ Leipzig (1999). Zwischen 1995 und 2001 unterrichtete er an der Yared-Musikschule. 2002 und 2004 unternahm er Konzertreisen durch Afrika, außerdem trat er u. a. in Australien (2002), Deutschland, Frankreich, Bulgarien, Italien und Großbritannien auf.
Zum Repertoire Yifrashewas zählen Kompositionen Schuberts, Schumanns und Debussys, zudem auch Werke Bachs, Mozarts und Beethovens. Seine erste CD The Shepherd with the Flute (2002) enthält neben Kompositionen Beethovens, Chopins, Debussys, Mozarts und Schumanns sein Arrangement des gleichnamigen Werkes seines Landsmannes Ashenafi Kebede. Auf den CDs Meleya Keleme (2003) Elilta (2006) nahm er eigene Kompositionen auf.

## Weblink
- Girma Yifrashewas Homepage

## Quelle
- AfriClassical - Girma Yifrashewa

| Personendaten    | Personendaten                      |
| ---------------- | ---------------------------------- |
| NAME             | Yifrashewa, Girma                  |
| KURZBESCHREIBUNG | äthiopischer Pianist und Komponist |
| GEBURTSDATUM     | 15. Oktober 1967                   |
| GEBURTSORT       | Addis Abeba                        |